# 蒙馬特愛麗舍
蒙馬特愛麗舍（法語：L'Élysée Montmartre）是位於法國巴黎的一座音樂廳。蒙馬特愛麗舍開業於1807年，在2011年遭到大火燒毀，並在2016年重新開業。現在蒙馬特愛麗舍可以容納1.380名觀眾。

## 外部連結

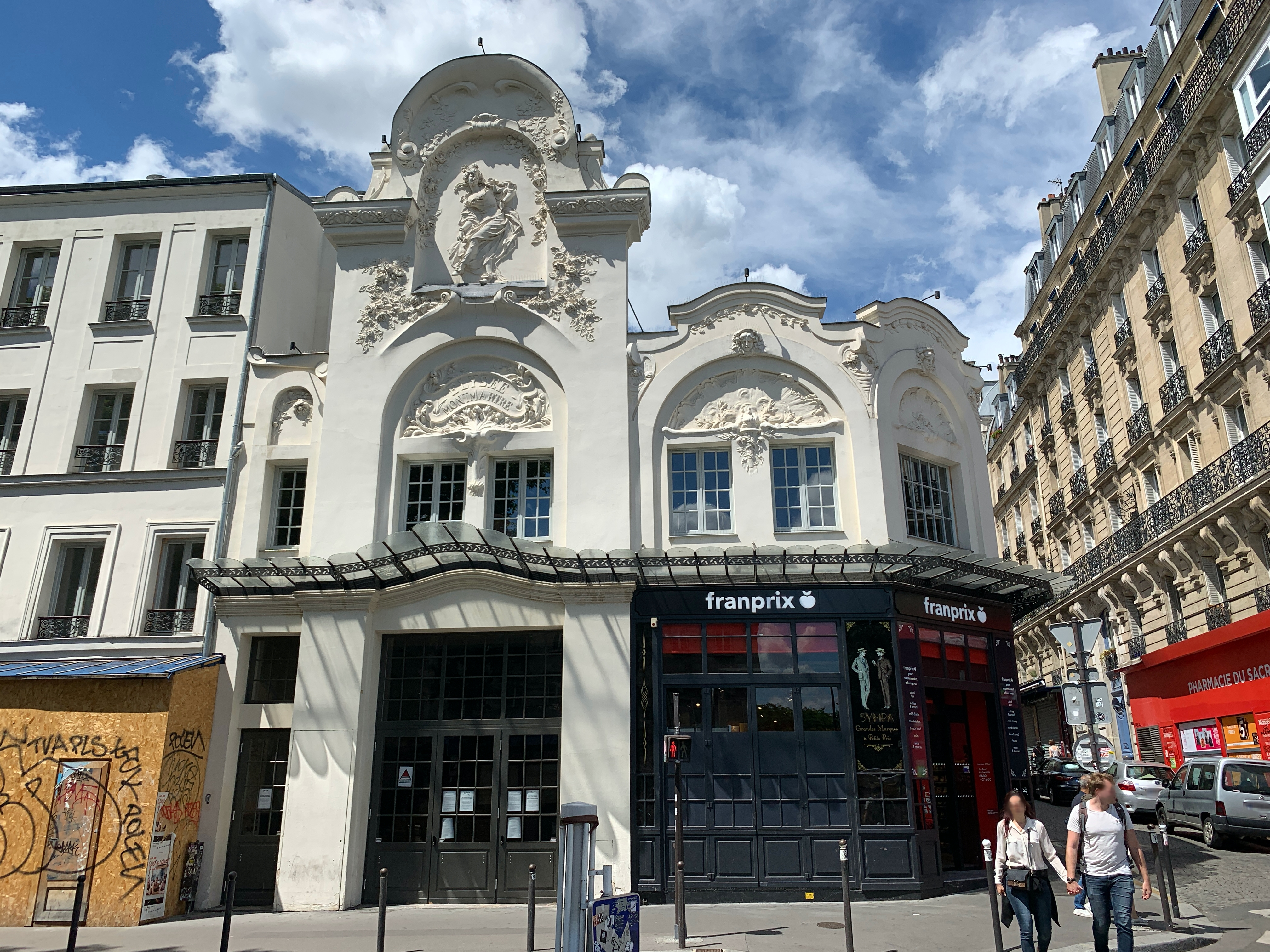
蒙馬特愛麗舍

- Élysée Montmartre official site （页面存档备份，存于）
- Venue description

48°52′59″N 2°20′36″E / 48.88306°N 2.34333°E